# Burgstall Unterailsfeld
Der Burgstall Unterailsfeld bezeichnet eine abgegangene spätmittelalterliche Niederungsburg auf 360 m ü. NHN in Unterailsfeld, einem Ortsteil der Marktgemeinde Gößweinstein im Landkreis Forchheim in Bayern.
Als Besitzer der 1525 im Zuge des Bauernkrieges zerstörten Burg werden die Herren von Eyb genannt.
Von der ehemaligen Burganlage ist nichts erhalten.